# Lo mejor de Ángeles del Infierno
Lo mejor de Ángeles del Infierno is een album van Ángeles del Infierno.

## Inhoud
1. Maldito sea tu nombre
2. Prisionero
3. Al otro lado del silencio
4. Lo tomas o lo dejas
5. Rocker
6. Con las botas puestas
7. Sombras en la oscuridad
8. Pensando en ti
9. Fuera de la ley
10. Heavy Rock